# Ассамські стрільці
Ассамські стрільці (англ. Assam Rifles, AR) — воєнізоване формування Індії, одна зі служб центральних збройних поліцейських сил (CAPF), підпорядкована МВС. Основним її обов'язком є охорона кордону Індії та М'янми, також вона займається боротьбою з повстанцями та підтриманням правопорядку на північному сході Індії.
Служба створена у 1835 році та є найстарішим парамілітарним формуванням Індії.

## Підпорядкування
AR — єдине з воєнізованих формувань Індії, яке має подвійну структуру управління: адміністративний контроль здійснює Міністерство внутрішніх справ, а оперативний контроль — Збройні сили Індії, у свою чергу підпорядковані Міноборони. Таким чином, AR з одного боку має армійські оперативні обов'язки армії, і рішення про розгортання, переміщення та делегування її персоналу приймає армія, а з іншого боку — заробітну плату, інфраструктуру і набір пільг призначає МВС. З огляду на це, значна частина персоналу AR висловлюється за повне підпорядкування МО, оскільки це значитиме кращі пільги та вищі пенсійні виплати.

## Організаційна структура
Assam Rifles складаються зі штаб-квартири генерального директора в Шиллонзі, 3 штабів генеральної інспекції, 12 штабів секторів, 46 батальйонів, одного навчального центру та адміністративних елементів загальною штатною чисельністю 65 143 особи.
Службу очолює генеральний директор (англ. Director General of the Assam Rifles, DG AR). На цю посаду призначається офіцер індійської армії у званні генерал-лейтенанта. Призначається Урядом і підпорядковується міністрові внутрішніх справ. На відміну від очільників інших служб CAPF, офіси яких розташовані у Делі, штаб-квартира директора AR знаходиться у місті Шиллонг. Станом на квітень 2024 року посаду обіймає генерал-лейтенант Прадіп Чандран Наір.
Наступним у ланці командування є генеральний інспектор (англ. Inspector General Assam Rifles, IGAR) — офіцер індійської армії у званні генерал-майора. Він здійснює командування та контроль над штабами секторів. Штабів генеральних інспекторів три: Північний, Південний і Східний.
AR має 12 штабів секторів (Sector HQ), які очолюють армійські офіцери у званні бригадного генерала. Штаб сектору здійснює безпосереднє командування та контроль над батальйонами AR, розгорнутими в зоні його відповідальності.
Групи обслуговування (Maintenance Group Assam Rifles, MGAR) надають у зоні своєї відповідальності необхідну адміністративну підтримку формуванням і батальйонам AR. Групами командують офіцери армії у званні лейтенант-полковника. Разом зі MGAR базуються майстерні для забезпечення ремонту та відновлення польових формацій.

### Сектори
Територія, підконтрольна Ассамським стрільцям, поділена на сектори:
- Північне командування  — Кохіма, штат Нагаленд
  - Сектор 5 — Кохіма, Нагаленд
  - Сектор 6 — Дімапур, Нагаленд
  - Сектор 7 — Туенсанг, Нагаленд
  - Сектор 25 — Лекхапані, Ассам
- Південне командування — Імпхал, штат Маніпур
  - Сектор 9 — Імпхал, Маніпур
  - Сектор 10 — Ухрул, Маніпур
  - Сектор 26 — Тхубал, Маніпур
  - Сектор 27 — Чурачандпур, Маніпур
  - Сектор 28 — Какчинг, Маніпур
- Східне командування — Сілчар, штат Ассам
  - Сектор 21 — Агартала, Трипура
  - Сектор 22 — Хафлонг, Ассам
  - Сектор 23 — Аїджал, Мізорам
- Навчальний центр і школа — Дімапур, Нагаленд